# Police norvégienne

Armories de la police norvégienne.

Fondée au XIIIe siècle, la Police royale norvégienne a le statut de police nationale et dépend  du Ministère norvégien de la Justice et de la Police.

## Effectifs
Elle comprend 11 000 policiers armés de pistolets HK P30 voire de mitraillettes MP5 (sans possibilité de tir en rafale)en 2010. Les officiers de la PRN sont tous formés au Collège de la Police norvégienne.

## Équipement individuel
Les fonctionnaires norvégiens de l´ "Efterforskingspoliti" (police criminelle) et des "Ordenspoliti" (forces de l’ordre) ne sont pas armés lorsqu’ils sont en patrouille. L’arme de service est entreposée dans un coffre antivol dans la voiture et n’est utilisée qu’en cas de nécessité ou de protection. Dans les années 2000, chaque occupant d’une voiture de patrouille emmène avec lui des gilets pare-balles légers et lourds. Pour la sécurité individuelle, les agents de l’"Ordenspoliti" disposent de matraques télescopiques, de casques de service, de boucliers de protection, d’une radio portable et d’un téléphone portable.
Les patrouilles à Oslo sont menées par trois agents.

## Structure et missions
Le territoire norvégien est divisé en 27 districts comprenant 66 commissariats. 
- Il existe sept unités à vocation nationale chargées de la police judiciaire, la lutte contre les crimes économiques et écologiques, de la police de l'air (sa section aérienne possédant 2 hélicoptères EC-135 en service) et du contrôle de l'immigration .
- La PRN englobe aussi les Garde-frontière norvégiens.
- 301 Shérifs forment son échelon local.

La police norvégienne dispose d'une unité d'intervention : le Beredskapstroppen.
Elle assure la protection rapprochée de la famille royale de Norvège.

## Parc automobile

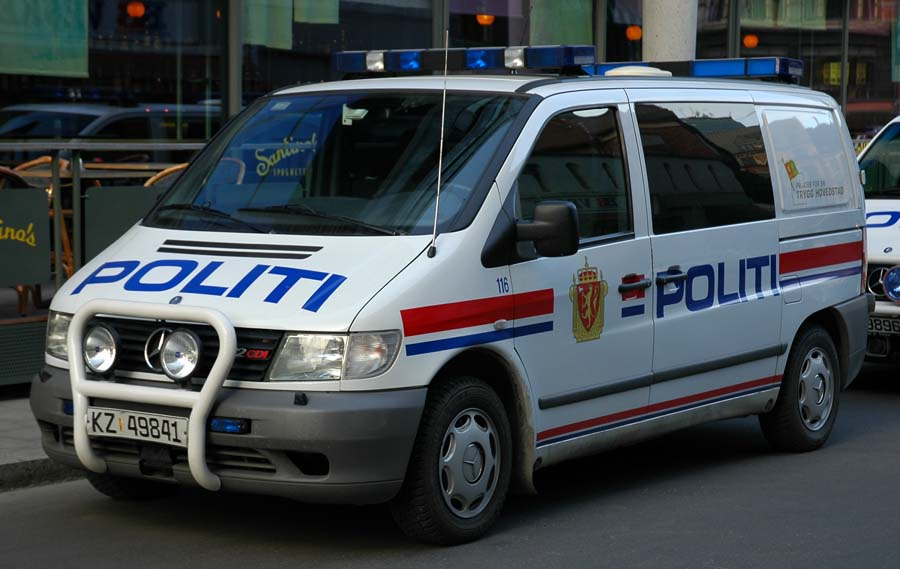
Mercedes-Benz Vito en 2008 de la police norvégienne.

En 2008, la police norvégienne dispose, entre autres, des véhicules suivants:
- Volvo V70 R, voiture de patrouille standard des années 2000
- Volvo V70 AWD
- Volvo S60
- Volvo 940, livré dans les années 1990
- Volvo 850 T5, livré dans les années 1990 à 2000
- Chevrolet Tahoe
- Toyota HiAce
- Toyota Prius Hybrid, quelques véhicules chargés de contrôler les voitures en stationnement par la police routière municipale d’Oslo.
- Mercedes-Benz Vito 122
- Honda Jazz CVT, pour la police routière municipale d’Oslo.
- Nissan X-Trail DCi
- Subaru Impreza
- Ford Mondeo 3.0 V6
- moto BMW K1100 Police

## Parc aérien
La police dispose en propre, en 2012, de deux hélicoptères Eurocopter EC135 basés à l'aéroport d'Oslo[Lequel ?]. Son unité de réponse d'urgence (norvégien : Beredskapstroppen) utilise les Bell 412 de la force aérienne royale norvégienne.
Elle peut mobiliser également les hélicoptères Sea King de la force aérienne dont le ministère de la justice est copropriétaire et qui seront remplacés à fin des années 2010 par les EH101 Merlin.